# Hofuf
Al-Hofuf (còn gọi là  Hofuf , Hofof' hay Hufuf, còn gọi là Al-Hasa và Al-Ahsa) (tiếng Ả Rập: الهفوف al-Hufūf) là một trung tâm đô thị lớn trên ốc đảo Al-Ahsa thuộc vùng Đông của Ả Rập Xê Út.

## Tổng quan
Thành phố có 150.000 cư dân trong địa giới hành chính, nằm trong một khu vực ốc đảo gồm nhiều đô thị và làng mạc với khoảng 600.000 người. Thành phố nằm tại nội lục, về phía tây nam của Abqaiq và vùng đô thị Dhahran–Dammam–Al-Khobar trên tuyến đường về phía nam đến Haradh. Đây là thành phố gần nhất với mỏ dầu Ghawar, một trong các mỏ dầu thông thường (trên đất liền) lớn nhất thế giới.
Hofuf là một trong các trung tâm văn hoá lớn tại Ả Rập Xê Út, nhiều gia đình nổi tiếng từng sống tại đây. Thành phố có các khoa nông nghiệp, thú y, tài nguyên động vật của Đại học Quốc vương Faisal (các bộ phận khác nằm tại Dammam). Cơ sở tại Hofuf còn có các ngành để nữ giới học y khoa, nha khoa và kinh tế gia đình.
Theo truyền thuyết thì đây là nơi án táng của Layla và chàng điên, một cặp đôi bất hạnh trong câu chuyện tình nổi tiếng nhất thế giới Ả Rập và Hồi giáo. Nữ vương Sheba được thuật lại là từng đến thành phố từ vương quốc của bà tại Yemen.

## Kinh tế
Về mặt lịch sử, Hofuf sản xuất hàng dệt từ lông, tơ và bông. Đô thị còn nổi tiếng nhờ quả chà là, người Ả Rập cho rằng loại chà là khalasi trồng tại Hofuf, cùng loại fardh trồng tại Oman nằm trong số các loại chà là tốt nhất. Cho đến năm 1920, thành phố được biết đến nhờ làm bình pha cà phê bằng bạc và đồng thau.

## Giao thông
Thành phố có hai sân bay, song nhu cầu hàng không chủ yếu được đáp ứng tại Sân bay quốc tế King Fahd cách đó 130 km thuộc Dammam. Trong hai sân bay địa phương, một sân bay bị bỏ hoang, còn Sân bay quốc tế Al-Ahsa được sử dụng cho các chuyến bay nội địa và quốc tế với mức độ hạn chế đến Doha và Dubai. Thành phố có một ga đường sắt nối đến thủ đô Riyadh tại phía tây và Dammam về phía bắc.

## Khí hậu
Hofuf có khí hậu hoang mạc (phân loại khí hậu Köppen BWh), với mùa hè kéo dài và rất nóng còn mùa đông êm dịu song ngắn ngủi.
| Dữ liệu khí hậu của Al Ahsa (1985–2010)   | Dữ liệu khí hậu của Al Ahsa (1985–2010) | Dữ liệu khí hậu của Al Ahsa (1985–2010) | Dữ liệu khí hậu của Al Ahsa (1985–2010) | Dữ liệu khí hậu của Al Ahsa (1985–2010) | Dữ liệu khí hậu của Al Ahsa (1985–2010) | Dữ liệu khí hậu của Al Ahsa (1985–2010) | Dữ liệu khí hậu của Al Ahsa (1985–2010) | Dữ liệu khí hậu của Al Ahsa (1985–2010) | Dữ liệu khí hậu của Al Ahsa (1985–2010) | Dữ liệu khí hậu của Al Ahsa (1985–2010) | Dữ liệu khí hậu của Al Ahsa (1985–2010) | Dữ liệu khí hậu của Al Ahsa (1985–2010) | Dữ liệu khí hậu của Al Ahsa (1985–2010) |
| Tháng                                     | 1                                       | 2                                       | 3                                       | 4                                       | 5                                       | 6                                       | 7                                       | 8                                       | 9                                       | 10                                      | 11                                      | 12                                      | Năm                                     |
| ----------------------------------------- | --------------------------------------- | --------------------------------------- | --------------------------------------- | --------------------------------------- | --------------------------------------- | --------------------------------------- | --------------------------------------- | --------------------------------------- | --------------------------------------- | --------------------------------------- | --------------------------------------- | --------------------------------------- | --------------------------------------- |
| Cao kỉ lục °C (°F)                        | 32.7 (90.9)                             | 37.8 (100.0)                            | 41.2 (106.2)                            | 45.0 (113.0)                            | 49.0 (120.2)                            | 50.6 (123.1)                            | 50.8 (123.4)                            | 50.0 (122.0)                            | 48.0 (118.4)                            | 45.6 (114.1)                            | 45.8 (114.4)                            | 32.5 (90.5)                             | 50.8 (123.4)                            |
| Trung bình ngày tối đa °C (°F)            | 21.2 (70.2)                             | 24.2 (75.6)                             | 28.9 (84.0)                             | 35.1 (95.2)                             | 41.5 (106.7)                            | 44.4 (111.9)                            | 45.7 (114.3)                            | 45.4 (113.7)                            | 42.3 (108.1)                            | 37.6 (99.7)                             | 29.9 (85.8)                             | 23.4 (74.1)                             | 35.0 (95.0)                             |
| Trung bình ngày °C (°F)                   | 14.7 (58.5)                             | 17.2 (63.0)                             | 21.5 (70.7)                             | 27.2 (81.0)                             | 33.3 (91.9)                             | 36.3 (97.3)                             | 37.8 (100.0)                            | 37.2 (99.0)                             | 33.8 (92.8)                             | 29.2 (84.6)                             | 22.4 (72.3)                             | 16.6 (61.9)                             | 27.3 (81.1)                             |
| Tối thiểu trung bình ngày °C (°F)         | 8.5 (47.3)                              | 10.6 (51.1)                             | 14.3 (57.7)                             | 19.6 (67.3)                             | 24.9 (76.8)                             | 27.6 (81.7)                             | 29.4 (84.9)                             | 28.9 (84.0)                             | 25.3 (77.5)                             | 21.1 (70.0)                             | 15.6 (60.1)                             | 10.5 (50.9)                             | 19.7 (67.5)                             |
| Thấp kỉ lục °C (°F)                       | −2.3 (27.9)                             | 1.0 (33.8)                              | 0.7 (33.3)                              | 7.3 (45.1)                              | 17.0 (62.6)                             | 18.3 (64.9)                             | 19.8 (67.6)                             | 19.7 (67.5)                             | 17.3 (63.1)                             | 13.0 (55.4)                             | 5.8 (42.4)                              | 0.8 (33.4)                              | −2.3 (27.9)                             |
| Lượng mưa trung bình mm (inches)          | 15.0 (0.59)                             | 11.6 (0.46)                             | 16.2 (0.64)                             | 10.7 (0.42)                             | 2.1 (0.08)                              | 0.0 (0.0)                               | 0.0 (0.0)                               | 0.9 (0.04)                              | 0.0 (0.0)                               | 0.6 (0.02)                              | 5.1 (0.20)                              | 21.1 (0.83)                             | 83.3 (3.28)                             |
| Độ ẩm tương đối trung bình (%)            | 55                                      | 49                                      | 44                                      | 38                                      | 27                                      | 22                                      | 23                                      | 30                                      | 33                                      | 39                                      | 47                                      | 56                                      | 39                                      |
| Nguồn 1: Trung tâm Khí hậu Khu vực Jeddah |                                         |                                         |                                         |                                         |                                         |                                         |                                         |                                         |                                         |                                         |                                         |                                         |                                         |
| Nguồn 2: Ogimet                           |                                         |                                         |                                         |                                         |                                         |                                         |                                         |                                         |                                         |                                         |                                         |                                         |                                         |

## Người nổi tiếng
- Samira Islam, nhà dược học và học giả[6]